# Heliophanus malus
Heliophanus malus är en spindelart som beskrevs av  1986. Heliophanus malus ingår i släktet Heliophanus och familjen hoppspindlar. Inga underarter finns listade i Catalogue of Life.